# Талдикорган (аеропорт)
Аеропо́рт «Талдикорган» — аеропорт міста Талдикорган.
Аеродром Талдикорган 2 класу, здатний приймати повітряні судна Іл-76, Ту-134, Ту-154, Як-40, Ан-24 і більш легкі, а також вертольоти всіх типів. Максимальна злітна вага повітряного судна — 87 тонн.
На аеродромі також базується військова авіація.

## Авіалінії та напрямки
| Авіакомпанія | Пункт призначення |
| ------------ | ----------------- |
| SCAT         | Астана            |
| Qazaq Air    | Астана            |
| Zhetysu      | Астана            |